# Démographie des Samoa
Les Samoa comptaient, selon une estimation de la CIA pour l'année 2015, 197 773 habitants.
Apia, avec une population de 37 708 habitants (2006) et une agglomération de 60 734 habitants, est la capitale et le centre économique des Samoa, suivie par Salelologa (8 000 habitants). Les autres villes du pays ne dépassent pas 5 200 habitants (pour Vaitele, dans la banlieue d'Apia). La ville suivante est Faleasi'u, 3 462 habitants.
La grande majorité de la population du pays sont des Polynésiens (notamment des Samoans). Il existe également une minorité d'origine européenne. Enfin, une partie de la population est mixte.
La moitié de la population des Samoa habite ou travaille à l'étranger. La plupart des émigrants partent pour la Nouvelle-Zélande, l'Australie ou vers les Samoa américaines, première étape avant une seconde migration vers les États-Unis.

## Sources
1. ↑  Indicateurs du World-Factbook publié par la CIA.
2. ↑  Le taux de variation de la population 2018 correspond à la somme du solde naturel 2018 et du solde migratoire 2018 divisée par la population au 1er janvier 2018.
3. ↑  Indicateurs du World-Factbook publié par la CIA.
4. ↑  L'indicateur conjoncturel de fécondité (ICF) pour 2018 est la somme des taux de fécondité par âge observés en 2018. Cet indicateur peut être interprété comme le nombre moyen d'enfants qu'aurait une génération fictive de femmes qui connaîtrait, tout au long de leur vie féconde, les taux de fécondité par âge observés en 2018. Il est exprimé en nombre d’enfants par femme. C’est un indicateur synthétique des taux de fécondité par âge de 2018.
5. ↑  Indicateurs du World-Factbook publié par la CIA.
6. ↑   Le taux de natalité 2018 est le rapport du nombre de naissances vivantes en 2018 à la population totale moyenne de 2018.
7. ↑  Indicateurs du World-Factbook publié par la CIA.
8. ↑   Le taux de mortalité 2018 est le rapport du nombre de décès, au cours de 2018, à la population moyenne de 2018.
9. ↑  Indicateurs du World-Factbook publié par la CIA.
10. ↑  Le taux de mortalité infantile est le rapport entre le nombre d'enfants décédés à moins d'un an et l'ensemble des enfants nés vivants.
11. ↑  L'espérance de vie à la naissance en 2018 est égale à la durée de vie moyenne d'une génération fictive qui connaîtrait tout au long de son existence les conditions de mortalité par âge de 2018. C'est un indicateur synthétique des taux de mortalité par âge de 2018.
12. ↑  L'âge médian est l'âge qui divise la population en deux groupes numériquement égaux, la moitié est plus jeune et l'autre moitié est plus âgée.